# Actinoptera montana
Actinoptera montana är en tvåvingeart som först beskrevs av de Meijere 1924.  Actinoptera montana ingår i släktet Actinoptera och familjen borrflugor. Inga underarter finns listade i Catalogue of Life.